# Rzepecka
Rzepecka – część wsi Tępcz w Polsce, położona w województwie pomorskim, w powiecie wejherowskim, w gminie Luzino.
W latach 1975–1998 Rzepecka administracyjnie należała do województwa gdańskiego.